# Mélina Robert-Michon
Mélina Robert-Michon (n. 18 iulie 1979, Voiron, Rhône-Alpes, Franța) este o atletă ce a reprezentat Franța, medaliată olimpică. A participat la 7 ediții ale Jocurilor Olimpice (2000, 2004, 2008, 2012, 2016, 2020, 2024) în care a câștigat o medalie de argint în proba aruncarea discului.

## Palmares
| An   | Competiție                        | Locație                       | Loc | Note    |
| ---- | --------------------------------- | ----------------------------- | --- | ------- |
| 1998 | Campionatul Mondial de Juniori    | Annecy, Franța                | 2   | 55,01 m |
| 1998 | Campionatul European              | Budapesta, Ungaria            | 29  | 47,88 m |
| 1999 | Universiada                       | Palma de Mallorca, Spania     | 8   | 56,81 m |
| 1999 | Campionatul European de Tineret   | Göteborg, Suedia              | 12  | 50,75 m |
| 2000 | Cupa Europei                      | Gateshead, Marea Britanie     | 5   | 57,74 m |
| 2000 | Jocurile Olimpice                 | Sydney, Australia             | 29  | 54,11 m |
| 2001 | Cupa Europei                      | Bremen, Germania              | 6   | 58,07 m |
| 2001 | Campionatul European de Tineret   | Amsterdam, Țările de Jos      | 1   | 58,52 m |
| 2001 | Campionatul Mondial               | Edmonton, Canada              | 20  | 56,22 m |
| 2001 | Universiada                       | Beijing, China                | 3   | 58,04 m |
| 2002 | Cupa Europei la aruncări de iarnă | Pula, Croația                 | 5   | 57,87 m |
| 2002 | Cupa Europei                      | Annecy, Franța                | 8   | 53,94 m |
| 2002 | Campionatul European              | München, Germania             | 12  | 54,92 m |
| 2003 | Cupa Europei                      | Florența, Italia              | 2   | 61,67 m |
| 2003 | Campionatul Mondial               | Paris, Franța                 | 11  | 58,52 m |
| 2004 | Cupa Europei                      | Bydgoszcz, Polonia            | 4   | 60,49 m |
| 2004 | Jocurile Olimpice                 | Atena, Grecia                 | 31  | 56,70 m |
| 2005 | Cupa Europei la aruncări de iarnă | Mersin, Turcia                | 7   | 56,67 m |
| 2006 | Cupa Europei la aruncări de iarnă | Tel Aviv, Israel              | 9   | 54,27 m |
| 2006 | Cupa Europei                      | Malaga, Spania                | 7   | 55,56 m |
| 2006 | Campionatul European              | Göteborg, Suedia              | 17  | 53,77 m |
| 2007 | Cupa Europei la aruncări de iarnă | Ialta, Ucraina                | 2   | 63,48 m |
| 2007 | Cupa Europei                      | München, Germania             | 5   | 57,94 m |
| 2007 | Campionatul Mondial               | Osaka, Japonia                | 11  | 57,81 m |
| 2008 | Cupa Europei la aruncări de iarnă | Split, Croația                | 2   | 59,93 m |
| 2008 | Cupa Europei                      | Annecy, Franța                | 4   | 58,97 m |
| 2008 | Jocurile Olimpice                 | Beijing, China                | 8   | 60,66 m |
| 2009 | Cupa Europei la aruncări de iarnă | Los Realejos, Spania          | 4   | 58,88 m |
| 2009 | Campionatul European pe Echipe    | Leiria, Portugalia            | 2   | 61,41 m |
| 2009 | Campionatul Mondial               | Berlin, Germania              | 8   | 60,92 m |
| 2011 | Cupa Europei la aruncări de iarnă | Sofia, Bulgaria               | 8   | 54,28 m |
| 2011 | Campionatul European pe Echipe    | Stockholm, Suedia             | 4   | 57,36 m |
| 2012 | Cupa Europei la aruncări de iarnă | Bar, Muntenegru               | 3   | 63,03 m |
| 2012 | Campionatul European              | Helsinki, Finlanda            | 6   | 60,41 m |
| 2012 | Jocurile Olimpice                 | Londra, Marea Britanie        | 5   | 63,98 m |
| 2013 | Cupa Europei la aruncări de iarnă | Castellón de la Plana, Spania | 2   | 61,26 m |
| 2013 | Campionatul European pe Echipe    | Gateshead, Marea Britanie     | 1   | 63,75 m |
| 2013 | Campionatul Mondial               | Moscova, Rusia                | 2   | 66,28 m |
| 2014 | Cupa Europei la aruncări de iarnă | Leiria, Portugalia            | 1   | 64,20 m |
| 2014 | Campionatul European pe Echipe    | Braunschweig, Germania        | 1   | 65,51 m |
| 2014 | Campionatul European              | Zürich, Elveția               | 2   | 65,33 m |
| 2014 | Cupa Continentală                 | Marrakech, Maroc              | 4   | 61,89 m |
| 2015 | Cupa Europei la aruncări de iarnă | Leiria, Portugalia            | 2   | 64,75 m |
| 2015 | Campionatul European pe Echipe    | Ceboksarî, Rusia              | 1   | 62,24 m |
| 2015 | Campionatul Mondial               | Beijing, China                | 10  | 60,92 m |
| 2016 | Cupa Europei la aruncări          | Arad, România                 | 1   | 62,05 m |
| 2016 | Campionatul European              | Amsterdam, Țările de Jos      | 5   | 62,47 m |
| 2016 | Jocurile Olimpice                 | Rio de Janeiro, Brazilia      | 2   | 66,73 m |
| 2017 | Cupa Europei la aruncări          | Las Palmas, Spania            | 1   | 62,35 m |
| 2017 | Campionatul European pe Echipe    | Villeneuve d'Ascq, Franța     | 1   | 62,62 m |
| 2017 | Campionatul Mondial               | Londra, Marea Britanie        | 3   | 66,21 m |
| 2019 | Cupa Europei la aruncări          | Šamorín, Slovacia             | 4   | 56,57 m |
| 2019 | Campionatul European pe Echipe    | Bydgoszcz, Polonia            | 2   | 60,61 m |
| 2019 | Campionatul Mondial               | Doha, Qatar                   | 10  | 59,99 m |
| 2021 | Jocurile Olimpice                 | Tokio, Japonia                | 15  | 60,88 m |
| 2022 | Cupa Europei la aruncări          | Leiria, Portugalia            | 5   | 59,69 m |
| 2022 | Campionatul Mondial               | Eugene, Statele Unite         | 10  | 60,36 m |
| 2022 | Campionatul European              | München, Germania             | 8   | 60,60 m |
| 2023 | Cupa Europei la aruncări          | Leiria, Portugalia            | 3   | 61,70 m |
| 2023 | Campionatul European pe Echipe    | Chorzów, Polonia              | 3   | 64,21 m |
| 2023 | Campionatul Mondial               | Budapesta, Ungaria            | 9   | 63,46 m |
| 2024 | Cupa Europei la aruncări          | Leiria, Portugalia            | 3   | 62,46 m |
| 2024 | Campionatul European              | Roma, Italia                  | 7   | 61,65 m |
| 2024 | Jocurile Olimpice                 | Paris, Franța                 | 12  | 57,03 m |